# Jef Vaes
Jef Vaes (Tienen, 1920 – 2004) was een Belgische kunstenaar. Hij was actief als kunstschilder, tekenaar, aquarellist, graveur, beeldhouwer, keramist en binnenhuisarchitect.

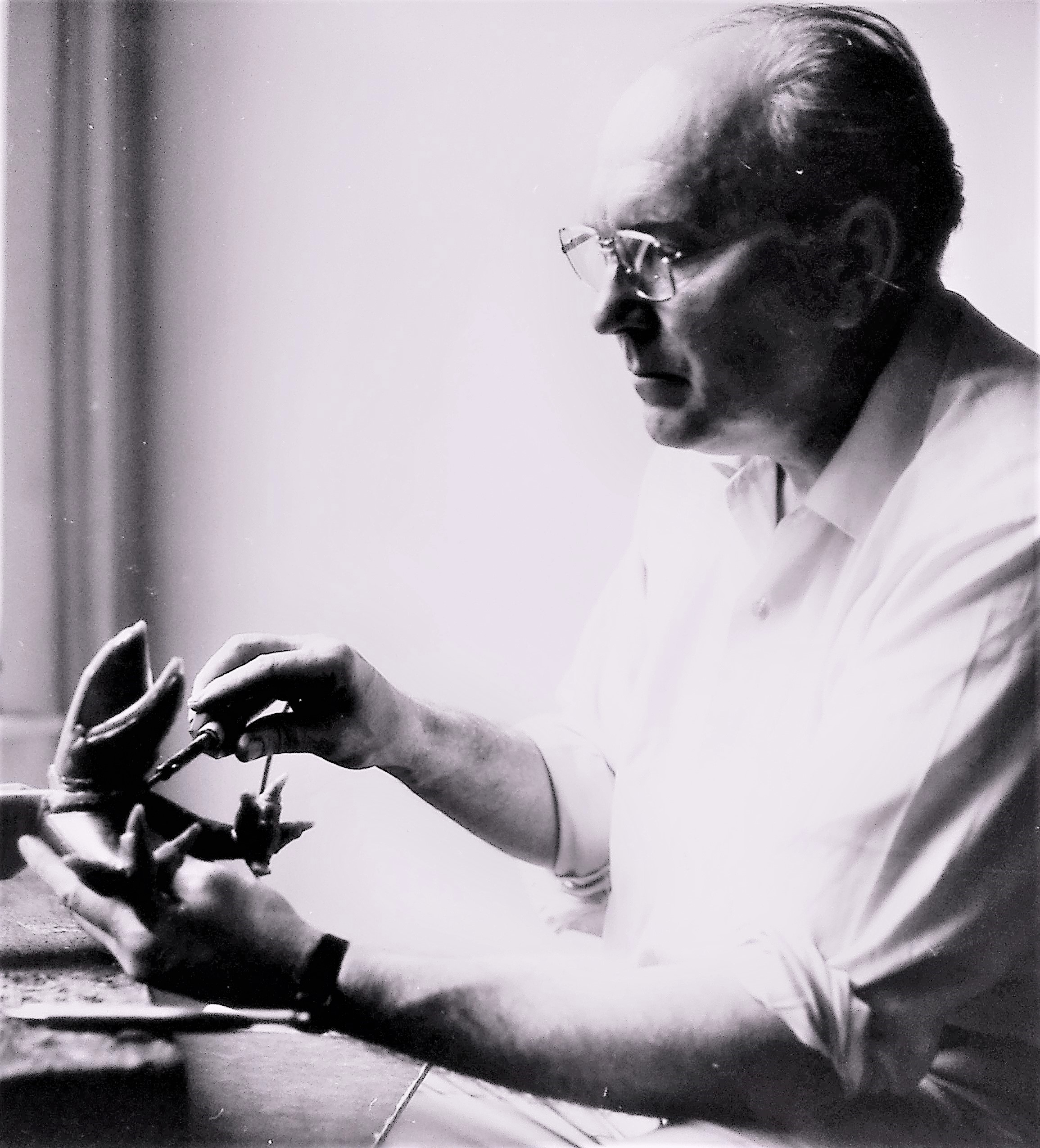
Jef Vaes aan het werk in zijn atelier te Tienen

## Biografie
Vaes begon zijn artistieke opleiding in het meubelatelier van zijn vader. Naast zijn humaniora studeerde hij aan de Stedelijke Tekenacademie van Tienen van 1933 tot 1938. Hij zette zijn opleiding voort aan het Hoger Sint-Lucasinstituut te Brussel, waar hij in 1945 het diploma van beeldhouwer en van binnenhuisarchitect behaalde en onderscheiden werd met de Grote Prijs Sculptuur van het Sint-Lucasinstituut. 
In 1945 huwde hij Marthe Petitjean en zette als binnenhuisarchitect de meubelzaak van zijn vader verder. Vanaf 1947 werkte hij aan de Tiense academie als leraar keramiek en beeldhouwkunst.
In binnen- en buitenland ontving hij heel wat bekroningen: de Concorso Internazionale Della Ceramica d'Arte te Faenza in 1967, 1968, 1974; de Biënnale van Originele Tekeningen te Rijeka in 1970; de First British International Drawing Biënnale te Middlesbrough in 1973; de Patronat Premi Internacional Dibuix Joan Miró te Barcelona in 1975. Met een studiebeurs van de Belgische staat werkte de kunstenaar in het atelier van Johnny Friedlaender in Parijs in 1971. Voor zijn talloze deelnamen aan de tentoonstellingen ingericht door de Provinciale Dienst voor het Kunstambacht van Brabant werd hem door de provinciale overheid het gouden kruis van Ridder van de Brabantse Orde verleend. Door de Staat werden werken aangekocht in 1963, 1964, 1976 en 1977.

## Werk
Jef Vaes was in zijn geboortestad een graag geziene figuur. Toch schuwde hij zijn kritiek niet op de plaatselijke handel en wandel. Zijn milde spot en soms bijtend sarcasme overstegen het alledaagse en toonden vaak de artiest als zoekend mens. Bekende werken zijn onder andere Ballonreis van het gemeentebestuur en Moederschap, een beeld in carraramarmer dat het binnenplein bij Het Toreke in Tienen siert. Het beeld werd in 2002 ingehuldigd door de Lionsclub van Tienen ter ere van Jef Vaes.